# Bộ Phong (風)
Bộ Phong, bộ thứ 182 có nghĩa là "gió" là 1 trong 11 bộ có 9 nét trong số 214 bộ thủ Khang Hy.
Trong Từ điển Khang Hy có 182 chữ (trong số 49.030) được tìm thấy chứa bộ thủ này.
Trong vũ trụ học Đạo giáo, Phong (風) là thành phần tự nhiên của quẻ Tốn (巽) ☴ trong sơ đồ Bát quái.

## Tự hình Bộ Phong (風)

Thẻ tre
Triện thư
Đại triện

## Chữ thuộc Bộ Phong (風)
| Số nét bổ sung | Chữ Hán phồn thể       | Chữ Hán giản thể |
| -------------- | ---------------------- | ---------------- |
| 0              | 風phong                | 风               |
| 2              | 䫸                     |                  |
| 3              | 䫹颩颪                 | 飏               |
| 4              | 䫺䫻䫼䫽颫颬           |                  |
| 5              | 䫾䫿䬀䬁䬂䬃颭颮颯颰颱 | 飐飑飒           |
| 6              | 䬄䬅颲颳               |                  |
| 7              | 䬆䬇䬈䬉䬊颴颵         |                  |
| 8              | 䬋䬌䬍䬎䬏䬐颶颷       | 飓               |
| 9              | 䬑䬒䬓䬔䬕䬖䬗颸颹颺   | 飔飖             |
| 10             | 䬘䬙䬚颻颼颽颾颿飀     | 飕飗             |
| 11             | 䬛䬜飁飂飃飄           | 飘               |
| 12             | 䬝飅飆飇飈飉飊         | 飙飚             |
| 13             | 飋                     |                  |
| 14             | 䬞                     |                  |
| 15             | 䬟                     |                  |
| 18             | 飌飍                   |                  |